# Длижка Поляна
Дли́жка Поля́на (болг. Длъжка поляна) — село в Тирговиштській області Болгарії. Входить до складу общини Антоново.

## Населення
За даними перепису населення 2011 року у селі проживали 66 осіб.
Національний склад населення села:
| Національність   | Кількість осіб | Відсоток |
| ---------------- | -------------- | -------- |
| болгари          | 32             | 50,0%    |
| цигани           | 20             | 31,3%    |
| турки            | 9              | 14,1%    |
| Всього відповіли | 64             |          |

Розподіл населення за віком у 2011 році:
Динаміка населення: